# Karl Haider
Karl Haider (anglès: Karl Michael Haider)  (Múnic, 6 de febrer de 1846 - Schliersee, 29 d'octubre de 1912) va ser un pintor de paisatges i retrats bavaresos.

## Biografia
Haider va néixer el 6 de febrer de 1846 a Múnic, fill de Max Haider (1807–1873), un forestal d’Anzing, i de la seva dona Therese Fäßler (1811–1893). Va ser introduït en l'art pel seu pare, que també era dibuixant, i que li va ensenyar a observar i dibuixar durant les passejades pel bosc.
Haider va assistir a una escola d'arts a Munic, concentrant-se en la formació com a cantant. Mentre a l'escola va desenvolupar el seu interès per fer-se pintor. Després va entrar a una escola de pintura privada, després de la qual, gràcies a la recomanació dels seus professors, va assistir a la Reial Acadèmia de Belles Arts de Munic. Mentre estava a l'Acadèmia es va fer amic i va ser influenciat per Hans Thoma i Wilhelm Leibl; es va unir al cercle artístic al voltant de Leibl. Haider estava especialment interessat en les obres dels segles XV i XVI de l'alemany Albrecht Altdorfer i Hans Holbein el Vell, i dels holandesos Jan van Eyck i Rogier van der Weyden.

## Carrera
Quan tenia 29 anys, Haider va viatjar a Florència on va copiar i fer xilografies d’antics mestres. Allà va conèixer el pintor simbolista Arnold Böcklin que el va convidar a la seva vila toscana. Els dos pintors es van fer amics tot i que de vegades tenien opinions oposades sobre l'art.
A principis d'estiu de 1876, Haider va tornar a Munic on es va convertir en pintor autònom, encara que sense èxit. Museus i galeries van rebutjar les seves pintures i només uns quants encàrrecs privats li van assegurar una vida modesta, però, la seva obra va ser apreciada pel crític Adolf Bayersdorfer. Molt endeutat, va rebre ajuda del cercle de Leibl, especialment de Hans Thoma. El 1894, per intercessió de l'Acadèmia, Haider va rebre una petita pensió estatal, després de la qual la seva reputació artística i èxit financer van augmentar. El 1897 el seu quadre Tardor al vespre va rebre una medalla d'or a l’Exposició Internacional de Munic. En els anys següents, Haider va fer viatges d'estudi curts a Àustria, Hongria i Itàlia; la influència d'aquests viatges es va reflectir en les seves pintures, especialment els paisatges.
Haider va mostrar tres quadres com a membre de la Deutscher Künstlerbund (Associació d'Artistes Alemanys) a l'exposició Königsplatz de 1904, organitzada pels secessionistes de Munic. La Secessió de Munic va organitzar una exposició de pintures de Haider el dia del seu aniversari el 1911. Va rebre el títol de doctor honoris causa per la Universitat de Breslau.

## Vida personal

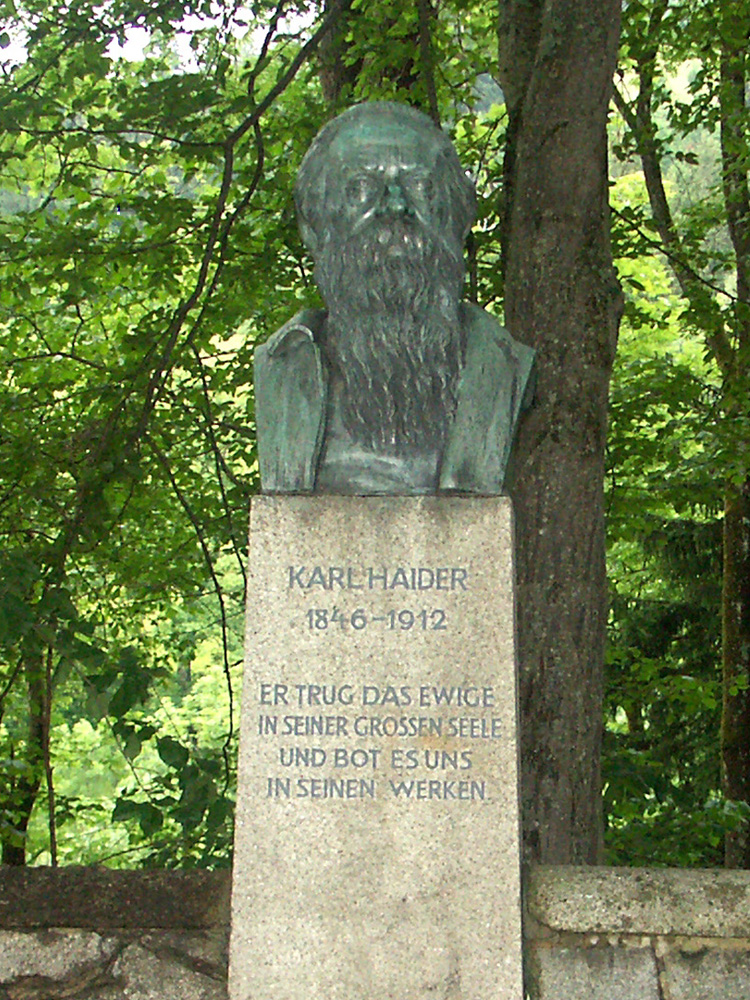
Monument a Haider a Schliersee

El 1874 Haider es va casar amb Katharina, neboda de l'escultor Friedrich Brugger. El matrimoni va produir dues filles i un fill, el pintor Hubert Haider (1879–1971). Katharina va morir el 1882; Haider no va poder recaptar diners per al funeral que va ser finançat pel pintor Franz von Lenbach. El segon matrimoni de Haider va ser amb Ernestine Schwarz el 1890, el mateix any que va néixer el seu fill, Ernst (mort el 1988). El 1896 la família es va establir a Schliersee, on Haider va morir el 8 d'octubre de 1912, als 66 anys. La seva tomba va ser dissenyada per l'escultor Hermann Lang. Un carrer de Schliersee va rebre el seu nom.

## Obres
- "Dues noies al prat" (1870)
- "Alzina d'Ebenberg" (1871)
- Autoretrat (1875)
- Retrat de Katharina Haider (1875)
- Retrat d'Elise Greinwald (1877)
- Prat de flors (1878)
- "El nou rifle" (1880)
- Per sobre de tots els cims hi ha la pau (1886)
- Moni (1888)
- A Schlierseer (1891)
- Paisatge de primavera a Hausham (1896)
- Tardor de tardor (1896)
- L'Ostertal amb el Kienberghorn (1897)
- Dante i Beatrice (1902)
- Noia amb ram de flors (1904)
- Sagrat Grove (1905)
- Autoretrato (1906)
- Cel ennuvolat (1908)
- Per sobre de tots els cims hi ha la pau (1912)
- Paisatge de trons

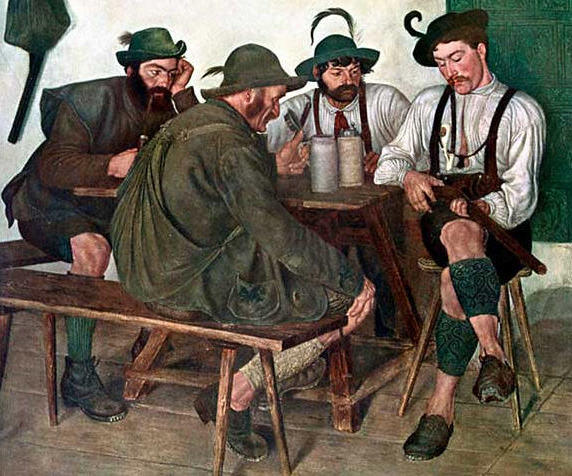
El nou rifle
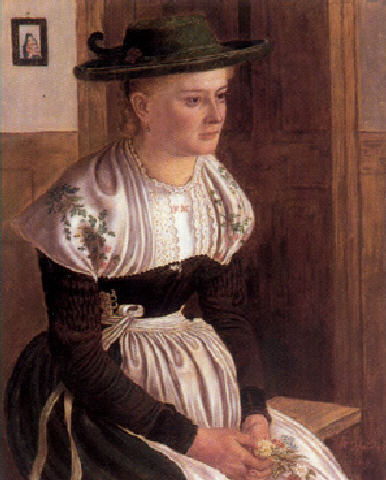
A Schlierseer
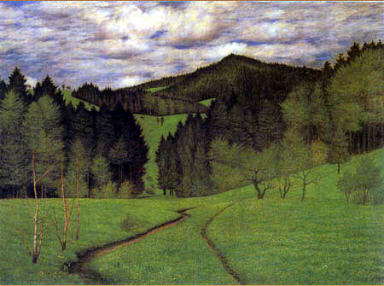
Paisatge primaveral a Hausham
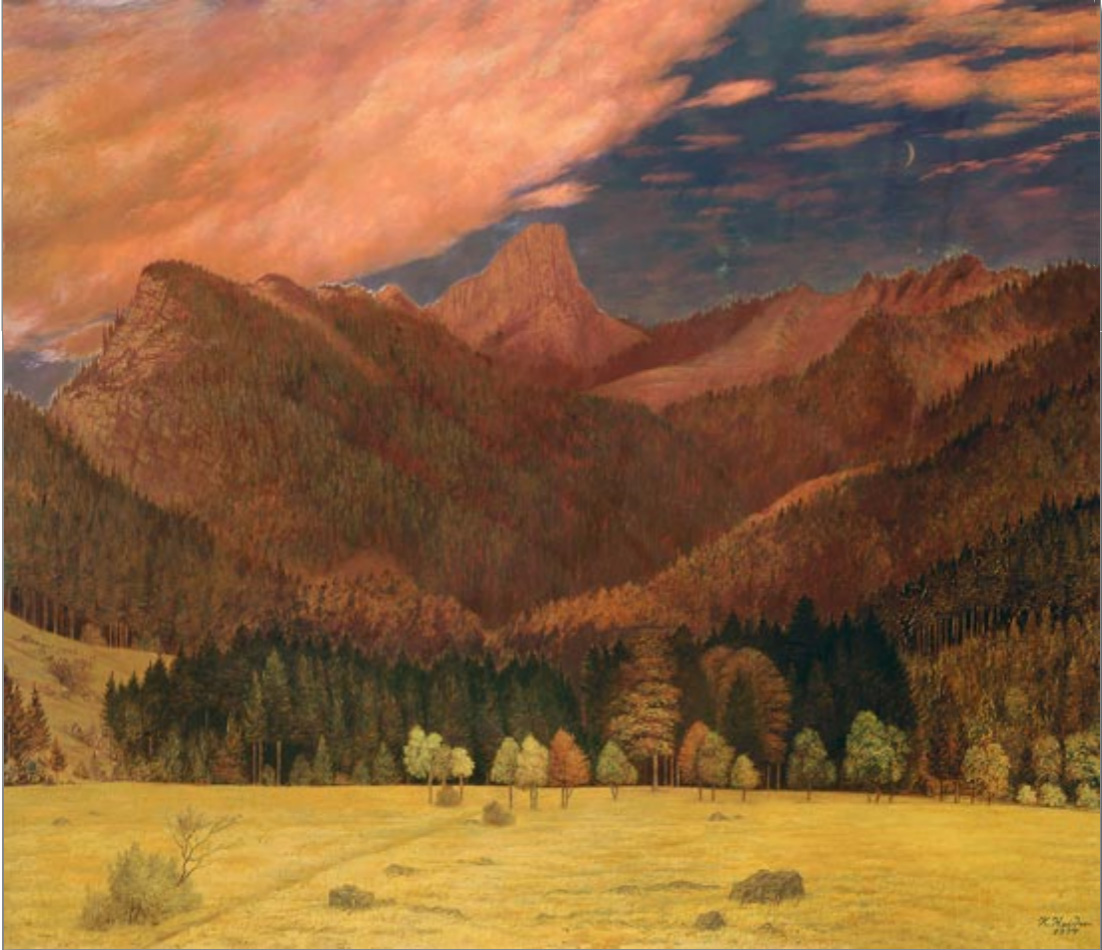
L'Ostertal amb el Kienberghorn